# Тау (слово)
Тау, односно таф (велико Т, мало τ, грч. ταυ) 19. је слово модерног грчког алфабета. У грчком нумеричком систему има вредност 300. Настало је од феничанског слова тав, а од њега су настали латинично и ћирилично Т.
У српском језику слово таф се транскрибује као т (τηλέφωνο [тилефоно] - телефон).
У комбинацији са другим сугласницима таф се изговара на следећи начин:
- ντ - на почетку речи као Д (ντίσκο [диско] - дискотека);
- ντ - у средини речи као НД (μανταρίνι [мандарини] - мандарина);
- τσ - изговара се као Ц (τσιγαρο [цигаро] - цигарета);
- τζ - изговара се као један глас (τζιν [тзин] - џин).